# Hjalmar Nilsson (socialdemokrat)
Ernst Hjalmar Nilsson (i riksdagen kallad Nilsson i Kramfors), född 7 april 1904 i Gudmundrå församling, död 21 mars 1974 i Härnösand, var en svensk förman, socialdemokratisk riksdagspolitiker och landshövding i Västernorrlands län.
Nilsson anställdes vid SCA i Kramfors 1921. Han genomgick Brunnsviks folkhögskola 1927–1928, blev förman vid SCA 1940 och var personalkonsulent 1946–1949. Efter att ha varit kommunalt engagerad i Gudmundrå, blev han verksam i Kramfors bland annat som ordförande i drätselkammaren 1949 och samma år i lönenämnden. Han blev ordförande i styrelsen för Kramfors elverk 1958 och var han ordförande i Ångermanlands socialdemokratiska ungdomsdistrikt 1929–1943. Han blev ordförande i partidistriktet 1948. Bland övriga uppdrag kan nämnas ledamotskapet av Folkets husföreningarnas riksorganisations styrelse från 1950, dess ordförande 1960. Han var vice ordförande i jordbruksutskottet och ledamot av 1958 års jordlagsutredning.
Nilsson var ledamot av riksdagens första kammare från 1945–1965, invald i Västernorrlands läns och Jämtlands läns valkrets.